# Peace, Love, Death Metal
Albums de Eagles of Death Metal
Death by Sexy...
(2006)
Peace, Love, Death Metal est le premier album du groupe de rock américain Eagles of Death Metal. Il est sorti le 23 mars 2004 sur le label AntAcidAudio et a été produit par Josh Homme.

## Description
Eagles of Death Metal est un groupe de garage rock ayant pour leader Jesse Hughes, accompagné par Josh Homme. Leur premier album accueille quelques invités tels que Tim Vanhamel (dEUS, Millionaire, Evil Superstars), Brody Dalle (The Distillers), Nick Oliveri (Queens of the Stone Age, Kyuss, The Dwarves, Mondo Generator), et Alain Johannes & Natasha Shneider (Eleven, Queens of the Stone Age, Desert Sessions).
Cet album a été enregistré et mixé en trois jours dans le studio personnel de Alain Johannes, le 11AD Studios à Los Angeles. Johannes joue du piano et est l'ingénieur du son sur cet album. Il comprend une reprise du tube des Stealers Wheel, Stuck in the Middle with You intitulée Stuck in the Metal.
Il atteindra la 34e place dans le classement du Top Independent Album du magazine Billboard aux États-Unis.

## Liste des pistes
- Toutes les chansons sont signées par Jesse Hughes et Josh Homme, sauf indication.

1. I Only Want You - 2:48
2. Speaking in Tongues - 2:49
3. So Easy - 4:00
4. Flames Go Higher - 2:53
5. Bad Dream Mama - 3:02
6. English Girl - 2:38
7. Stacks o' Money - 2:48
8. Midnight Creeper - 1:57
9. Stuck in the Metal (Gerry Rafferty/Joe Egan) - 3:18 (reprise des Stealers Wheel)
10. Already Died - 3:00
11. Kiss the Devil - 2:52
12. Whorehoppin' (Shit, Goddamn) - 3:34
13. San Berdoo Sunburn - 3:42
14. Wastin' My Time - 2:42
15. Miss Alissa - 2:38

## Musiciens
- J Devil Huge: chant, guitares, batterie (titres 5, 10 et 15)
- Baby Duck: batterie, percussions, chœurs, basse (Whorehoppin' (Shit Goddamn))

avec
- Nick Oliveri: basse sur les titres 10 et 13
- Alain Johannes: piano sur les titres 6 et 11, chant sur "Wasting My Time"
- Brody Dalle, Tim Vanhamel, Natasha Schneider, Micah Roy Hughes: chœurs

## Anecdotes concernant l'album
- Dans Kiss the Devil, la onzième piste de l'album, les paroles et le chant sont inspirés par le refrain de la chanson Sugar Baby de Dock Boggs initialement jouée au banjo, bien que les paroles relatives au démon ne soient pas dans la version originale mais uniquement dans cette interprétation des Eagles of Death Metal.
- C'est pendant l'interprétation de Kiss the Devil à un concert des Eagles of Death Metal que débute la tuerie du Bataclan lors des attentats du 13 novembre 2015 à Paris.

## Charts
| Chart                 | Durée du classement | Meilleur classement |
| --------------------- | ------------------- | ------------------- |
| Album Top 100         | 1 semaine           | 89e                 |
| ARIA Charts           | 1 semaine           | 50e                 |
| Belgique Ultratop (V) | 5 semaines          | 37e                 |
| Independent Albums    | 2 semaines          | 34e                 |